# MAZ-538
MAZ-538は、1950年代にミンスク自動車工場(MAZ)でソビエト軍の要求に合わせて設計、製造された大型車輪付きブルドーザーである。

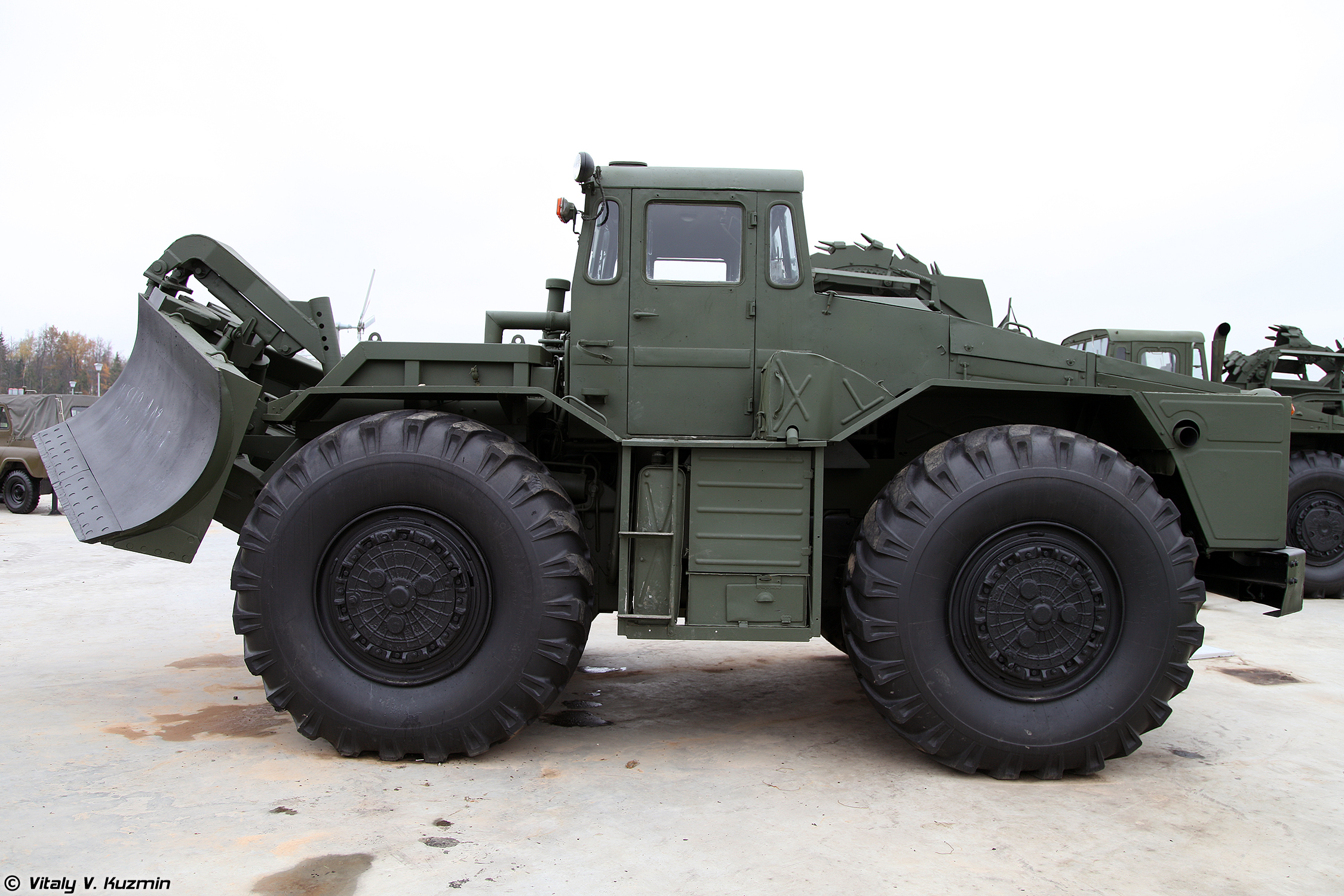
横からの写真

## 概要
いくつかの車両は、現在も旧ソ連邦諸国で運用されている。生産は1990年代初頭に終了した。